# Hrvatski odbojkaški kup Snježane Ušić 2019./20.
Hrvatski odbojkaški kup Snježane Ušić za seniorke za sezonu 2019./20. je osvojila "Mladost" iz Zagreba. 
 
Kao posljedica pandemije COVID-19, natjecanje je dovršeno u rujnu 2020. godine. 

## Rezultati

### 1. kolo
| datum              | mjesto odigravanja | par                                              | rez. | setovi                     | napomene | izvještaj |
| ------------------ | ------------------ | ------------------------------------------------ | ---- | -------------------------- | -------- | --------- |
| 29. siječnja 2020. | Split              | Split - Mladost Zagreb                           | 0:3  | 4:25, 19:25, 11:25         |          |           |
| 4. siječnja 2020.  | Dubrovnik          | Dubrovnik - Kaštela (Kaštel Stari)               | 1:3  | 25:23, 13:25, 12:25, 13:25 |          |           |
| 18. prosinca 2019. | Karlovac           | Karlovac - Olimpik Zagreb                        | 3:0  | 25:21, 25:22, 25:18        |          |           |
| 18. prosinca 2019. | Zadar              | Zadar - Rijeka CO                                | 1:3  | 25:27, 25:16, 20:25, 13:25 |          |           |
| 19. siječnja 2020. | Pula               | Veli Vrh Pula - Enna Vukovar                     | 1:3  | 18:25, 25:22, 10:25, 24:26 |          |           |
| 18. prosinca 2019. | Osijek             | Osijek - Brda Split                              | 3:1  | 25:17, 18:25, 25:18, 25:17 |          |           |
| 18. prosinca 2019. | Adžamovci          | Nova Gradiška - Marina Kaštela (Kaštel Gomilica) | 0:3  | 23:25, 14:25, 19:25        |          |           |
| 16. prosinca 2019. | Višnjevac          | Ferivi Višnjevac - Poreč                         | 1:3  | 28:26, 22:25, 13:25, 16:25 |          |           |

### Četvrtzavršnica (2. kolo)
| datum             | mjesto odigravanja | par                                         | rez. | setovi                    | napomene | izvještaj |
| ----------------- | ------------------ | ------------------------------------------- | ---- | ------------------------- | -------- | --------- |
| 26. veljače 2020. | Vukovar            | Enna Vukovar - Mladost Zagreb               | 0:3  | 25:27, 13:25, 11:25       |          |           |
| 18. veljače 2020. | Poreč              | Poreč - Kaštela (Kaštel Stari)              | 0:3  | 20:25, 17:25, 17:25       |          |           |
| 19. veljače 2020. | Kaštel Stari       | Marina Kaštela (Kaštel Gomilica) - Karlovac | 3:0  | 25:18, 25:18, 25:10       |          |           |
| 19. veljače 2020. | Osijek             | Osijek - Rijeka CO                          | 1:3  | 25:23, 23:25, 17:25 25:27 |          |           |

### Poluzavršnica
| datum          | mjesto odigravanja | par                                               | rez. | setovi              | napomene | izvještaj |
| -------------- | ------------------ | ------------------------------------------------- | ---- | ------------------- | -------- | --------- |
| 6. rujna 2020. | Kaštel Stari       | Kaštela (Kaštel Stari) - Rijeka CO                | 3:0  | 25:12, 25:16, 25:12 |          |           |
| 5. rujna 2020. | Kaštel Stari       | Marina Kaštela (Kaštel Gomilica) - Mladost Zagreb | 0:3  | 20:25, 21:25, 18:25 |          |           |

### Završnica
| datum           | mjesto odigravanja         | klub1                  | klub2          | rez. | setovi              | napomene                 | izvještaj |
| --------------- | -------------------------- | ---------------------- | -------------- | ---- | ------------------- | ------------------------ | --------- |
| 12. rujna 2020. | Zadar, ŠD "Krešimir Ćosić" | Kaštela (Kaštel Stari) | Mladost Zagreb | 0:3  | 17:25, 21:25, 13:25 | "Mladost" pobjednik kupa |           |

## Vanjske poveznice
- natjecanja.hos-cvf.hr, Hrvatska odbojkaška natjecanja
- hos-cvf.hr, Hrvatski odbojkaški savez
- odbojka.hr  Arhivirana inačica izvorne stranice od 21. srpnja 2019. (Wayback Machine)